# Dominio kringle
Il dominio kringle, in biologia molecolare, è un dominio proteico a triplo loop stabilizzato da legami disolfuro. Si trova in vari enzimi, in particolare serin proteasi. Fra queste:
- Plasminogeno (5 copie)
- Attivatore tissutale del plasminogeno (2 copie)
- Trombina (2 copie)
- HGF (4 copie)
- Apolipoproteina A (38 copies)

Il nome è ispirato al kringle, dolce scandinavo la cui forma ricorda quella del dominio.